# Мотеруэлл (футбольный клуб)
«Мо́теруэлл» (англ. Motherwell Football & Athletic Club) — профессиональный шотландский футбольный клуб, базируется в городе Мотеруэлл. Выступает в шотландском Премьершипе. Девять раз клуб участвовал в еврокубках (первый раз в сезоне 1991/92 в Кубке кубков), ни разу не сумев пройти дальше первого основного раунда турнира.

## История

### 30-е годы XX века
Лучшие годы клуба пришлись на первую половину 1930-х, когда командой руководил Джон Хантер: в 1930 году «Мотеруэлл» стал вице-чемпионом страны (в 5 очках за «Рейнджерс»), на следующий год играл в финале Кубка Шотландии (поражение в переигровке от «Селтика»), а в 1932 году первый и пока единственный раз стал чемпионом Шотландии. В том чемпионате «Мотеруэлл» одержал 30 побед в 38 матчах, проиграв всего дважды. На 5 очков позади остался «Рейнджерс», и на целых 18 очков отстал «Селтик» (при 2 очках за победу). На следующий год «Мотеруэлл» выиграл серебро чемпионата (3 очка позади «Рейнджерс») и дошёл до финала Кубка (поражение от «Селтика»), а в 1934 году вновь стал вице-чемпионом страны (4 очка отставания от «Рейнджерс»).

### 50-е годы XX века
В начале 1950-х у «Мотеруэлл» настала «золотая» кубковая пора: в 1951 году команда впервые побеждает в Кубке Шотландской лиги (в финале обыгран «Хиберниан») и в том же году доходит до финала Кубка Шотландии (поражение от «Селтика»). На следующий год «Мотеруэлл» впервые побеждает в Кубке Шотландии, разгромив в финале «Данди» со счётом 4:0. В 1955 году «Мотеруэлл» играет в финале Кубка лиги, но уступает «Харт оф Мидлотиан».

### XXI век
С начала XXI века «Мотеруэлл» 2 раза занимал третье место в чемпионате страны: в сезонах 2007/08 и 2011/12. В 2015 году клуб вместе c долгами был продан Джоном Бойлом за 1 фунт стерлингов Лесу Хатчинсону, который в свою очередь продал 76 % акций клуба за ту же сумму фанатскому объединению Well Society в 2016 году.
Одним из важных пунктов соглашения является то, что в течение первых трёх лет клуб будет гасить кредиты за счёт процента от трансферов футболистов с целью защиты своей финансовой стабильности. Через три года оставшиеся задолженности будут погашены по фиксированному графику.

## Достижения
- Чемпионат Шотландии
  - Чемпион (1): 1931/32
  - Вице-чемпион (7): 1926/27, 1929/30, 1932/33, 1933/34, 1994/95, 2012/13, 2013/14
  - Бронзовый призёр (8): 1919/20, 1927/28, 1928/29, 1930/31, 1958/59, 1993/94, 2007/08, 2011/12
- Кубок Шотландии
  - Обладатель (2): 1951/52, 1990/91
  - Финалист (6): 1930/31, 1932/33, 1938/39, 1950/51, 2010/11, 2017/18
- Кубок шотландской лиги
  - Обладатель (1): 1950/51
  - Финалист (3): 1953/54, 2004/05, 2017/18.
- Кубок Короля Испании (Обладатель (1)) , 1927.

## Форма

### Домашняя
| 2010/11 | 2011/12 | 2013/14 | 2014/15 | 2015/16 | 2016/17 | 2017/18 | 2018/19 | 2019/20 | 2020/21 | 2021/22 |
| 2022/23 | 2023/24 |         |         |         |         |         |         |         |         |         |

### Гостевая
| 2010/11 | 2011/12 | 2013/14 | 2014/15 | 2015/16 | 2016/17 | 2017/18 | 2018/19 | 2019/20 | 2020/21 | 2021/22 |
| 2022/23 | 2023/24 |         |         |         |         |         |         |         |         |         |

### Резервная
| 2012/13 | 2016/17 | 2022/23 |

Источники:,